# Grazina-de-barriga-branca
A grazina-de-barriga-branca, pardela-de-capuz, freira-de-Schlegel ou fura-bucho-de-capuz (nome científico: Pterodroma incerta) é uma espécie de ave marinha da família Procellariidae, encontrada no oceano Atlântico do Brasil à Namíbia.
A espécie se alimenta principalmente de lulas, que representam 87% de sua dieta em alguns estudos; ela também se alimenta de peixes-lanterna (Myctophidae) conforme eles sobem à superfície à noite, bem como de crustáceos. 